# Lijst van burgemeesters van Bennebroek
Dit is een lijst van burgemeesters van de voormalige Nederlandse gemeente Bennebroek in de provincie Noord-Holland. Bennebroek is per 1 januari 2009 opgegaan in de gemeente Bloemendaal.
| Ambtsperiode                       | Naam burgemeester                                            | Partij of stroming | Bijzonderheden                        |
| ---------------------------------- | ------------------------------------------------------------ | ------------------ | ------------------------------------- |
| 1817 - 1837                        | W.H. Gerlings                                                |                    |                                       |
| 1838 - 1853                        | J. van Lith                                                  |                    |                                       |
| 1853 - 1853                        | mr. Marinus Samuel François de Moraaz Imans                  |                    |                                       |
| 1853 - 1856                        | M.S.P. Pabst                                                 |                    |                                       |
| 1856 - 1874                        | Cornelis van Lennep                                          |                    |                                       |
| 1874 - 1891                        | J.Ph. Dolleman                                               |                    |                                       |
| 1891 - 1902                        | Peter Nicolaas van Doorninck                                 |                    |                                       |
| 1902 - 1911                        | mr. Berthold Justus Daniel Zubli                             |                    |                                       |
| 1911 - 1919                        | jhr.mr. Leopold Adolf van Schuijlenburch                     |                    |                                       |
| 1919 - 1921                        | jhr.mr. J.Th.M. Smits van Oyen                               |                    |                                       |
| 1921 - 1925                        | N.L.M. Tilman                                                |                    |                                       |
| 1925 - 1955                        | mr. K.J.G. baron van Hardenbroek                             |                    |                                       |
| 1955 - 1975                        | D. (David) Thomassen à Thuessink van der Hoop van Slochteren | CHU                |                                       |
| 1975 - 1983                        | J. (Hans) de Widt                                            | VVD                | benoemd als burgemeester van Best(NB) |
| 1983 - 1989                        | G.H. van Egerschot                                           | VVD                |                                       |
| 1989 - 1 maart 2001                | C.E. Dalhuisen-Polano                                        | D66                |                                       |
| 1 april 2001 - 24 februari 2005    | A.E. Koningsveld-den Ouden                                   | D66                |                                       |
| 8 april 2005 - 1 november 2005     | T. van der Stroom-van Ewijk                                  | VVD                | waarnemend                            |
| 1 november 2005 - 15 januari 2008  | J.F.C. van Leeuwen                                           | D66                | waarnemend                            |
| 22 januari 2008 - 31 december 2008 | M. Beens-Jansen                                              | GL                 | waarnemend                            |